# Édouard Verreaux
Pour les articles homonymes, voir Verreaux.
Jean Baptiste Édouard Verreaux est un naturaliste français, collectionneur et marchand, né en 1810 et mort en 1868.
En 1830, il voyage en Afrique du Sud où il aide son frère Jules Verreaux (1807-1873) à rassembler une immense collection d’histoire naturelle. Il revient en France en 1832 après être passé par Sumatra, par Java, les Philippines et l’Indochine. En 1834, il prend la direction de l’entreprise familiale de vente d’objets et de spécimens d’histoire naturelle à Paris.